# 近代軍の再建
『近代軍の再建』（きんだいぐんのさいけん、英語: The Remaking of Modern Armies）とは、1927年出版のベイジル・リデル＝ハートの著作。
陸軍、陸戦に関するリデル＝ハートの論考をまとめたものである（邦題では軍と訳されているが、原題では「Armies」となっている）。

## 内容
リデル＝ハートは1927年にイギリス陸軍を除隊して軍事評論活動を開始していた。『近代軍の再建』はその軍事評論を整理した、リデル＝ハートの軍事評論家としての初期の著作である。『近代軍の再建』が執筆された当時、世界情勢は戦間期にあり、陸軍の軍縮問題や再建問題が取り上げられていた。
リデル＝ハートの主張の要点は第一次世界大戦によって失われた陸軍の機動力を機械化によって回復しなければならないということである。具体的には以下である。
- 第一次世界大戦では、機関銃による陣地防御が行われたため、歩兵部隊が戦場で致命的な銃火に晒されながら機動を実行することになった。そのため大戦では両軍ともに大量の歩兵部隊を壕に篭もらせて戦う塹壕戦を余儀なくされた。
- 塹壕戦への移行により、陸軍は物量（Mass）と並ぶ戦闘力の要素である機動力を失ってしまった。陸軍から機動力を奪うと、第一次世界大戦で見られたような陣地に篭もっての消耗戦を余儀なくされる。
- この陸軍の好ましからざる状況を改善するためには、装甲の活用や自動車の導入により機械化を推進し、そして高度な訓練によって機関銃攻撃を克服し、機動性を回復しなければならない。したがって、機械化の中心となる装備である戦車の数量を増大させなければならない。戦車の造成には高い費用がかかることも認識しなければならないが、それでも機械化部隊、特に戦車は重要である。大量の歩兵師団は廉価だが、より高価な機械化部隊には決定的な価値がある。当時のヨーロッパ列強の陸軍では戦車の保有比率は歩兵、騎兵、砲兵に比べて補助的な地位を占めるに過ぎない程度であるが、戦車は歩兵の補助ではなく、近代的な重騎兵の一種と見做し、重視する必要がある、